# Symfonin (sång)
"Symfonin", text och musik av Elisabeth Lord och Tommy Gunnarsson, var det bidrag som Loa Falkman framförde i den svenska Melodifestivalen 1990. Den handlar om att försöka få en mer enad värld med hjälp av musik och sång.
Singeln nådde som högst 17:e plats på den svenska singellistan. Melodin låg på Svensktoppen i tolv veckor under perioden 25 mars-10 juni 1990, med andraplats som bästa resultat där.

## Listplaceringar
| Lista (1990) | Position |
| ------------ | -------- |
| Sverige      | 17       |

### Fotnoter
1. ↑  Svensktoppen - 1990
2. ↑  Placering på den svenska singellistan